# البرون (نیوجرسی)
البرون (به انگلیسی: Elberon) یک منطقهٔ مسکونی در ایالات متحده آمریکا است که در لانگ برنچ، نیوجرسی واقع شده‌است. البرون ۳۱٬۰۳۸ نفر جمعیت دارد و ۱۲ متر بالاتر از سطح دریا واقع شده‌است.